# Художественная галерея Южной Австралии
Художественная галерея Южной Австралии (англ. Art Gallery of South Australia; AGSA) — художественный музей в Аделаиде (Южная Австралия). Создана как Национальная галерея Южной Австралии в 1881 году. Крупнейший музей изобразительного искусства Южной Австралии и второе по величине государственное собрание произведений искусства в Австралии после Национальной галереи Виктории. Коллекция содержит почти 45 тыс. произведений искусства. Музей входит в культурный район Северной Террасы, здание галереи граничит с Южно-Австралийским музеем на западе и Аделаидским университетом на востоке.
Помимо своей постоянной коллекции, в частности коллекцией австралийского искусства, музей проводит ежегодный Фестиваль современного искусства аборигенов и жителей островов Торресова пролива, известный как Tarnanthi. Кроме этого, музей проводит ряд посещаемых выставок, а также участвует в передвижных выставках в региональных галереях. В коллекциях художественной галереи широко представлено европейское (в том числе британское), азиатское и североамериканское искусство.

## История

### Основание
Южно-Австралийское общество искусств, основанное в 1856 году и старейшее из существующих обществ изящных искусств, проводило ежегодные выставки в залах Южно-Австралийского института и выступало за создание публичной коллекции произведений искусства. В 1880 году парламент выделил институту 2 тыс. фунтов стерлингов, чтобы начать приобретение коллекции, и в июне 1881 года была основана Национальная галерея Южной Австралии. Она была открыта в двух залах публичной библиотеки (ныне крыло Мортлок государственной библиотеки) принцем Альбертом Виктором и принцем Георгом. Большинство выставленных работ было приобретено за счет государственного гранта. В 1897 году сэр Томас Элдер завещал художественной галерее 25 тыс. фунтов стерлингов для покупки произведений искусства.

### Здания
В 1889 году галерея переместилась сначала в Юбилейное выставочное здание, а затем — в 1900 году — на нынешнее местов в здании, спроектированном архитектором Оуэном Смайтом и построенном в неоклассического стиле. Первоначально построенный с закрытым портиком, реконструкция и расширение 1936 года включали новый фасад с открытым дорическим портиком.
Основные пристройки были сооружены в 1962 (включая трехэтажную пристройку с кондиционированием воздуха на северной стороне), 1979 (общая реконструкция, приуроченная к столетнему юбилею музея в 1981 году) и 1996 годах (большое расширение). Они значительно увеличили площади галереи, а также добавили административные и вспомогательные помещения.
Здание было внесено в Реестр наследия Южной Австралии.

### Управление
В 1939 году парламентский акт, Закон № 44 о библиотеках и институтах 1939 года, отменил Закон о публичных библиотеках, музеях, художественных галереях и институтах и отделил галерею от публичной библиотеки (ныне Государственная библиотека). Музей создал своё собственное руководство, в 1967 году он изменил название на Художественную галерею Южной Австралии.
Закон 1939 года о художественной галерее был принят, чтобы обеспечить контроль над библиотекой. С тех пор в него несколько раз вносились поправки.

## Коллекция
К 2019 году коллекция музея насчитывала почти 45 тыс. произведений искусства. Из государственных художественных музеев галерея Южной Австралии является вторым по величине в Австралии после Национальной галереи Виктории. Ежегодно он привлекает около 780 000 посетителей.

### Австралийское искусство
Галерея известна своими коллекциями австралийского искусства, включая искусство коренных австралийцев и колониальное искусство, начиная примерно с 1800 года. Коллекция особенно богата произведениями XIX века, включая столовое серебро и мебель, и, в частности, картинами австралийских импрессионистов, известными как Гейдельбергская школа. Коллекция модернистского искусства XX века включает в себя работы многих женщин-художников, и есть большая коллекция южно-австралийского искусства, которая включает 2 тыс. рисунков Ганса Хейзена и большую коллекцию фотографий.
Гейдельбергская школа включает такие произведения как «Отрыв» Тома Робертса, «Каникулы в Ментоне» Чарльза Кондера и «Дорога в Темплстоу» Артура Стритона. Середина XX века представлена работами Рассела Дрисдейла, Артура Бойда, Маргарет Престон, Бесси Дэвидсон и Сиднея Нолана, а искусство Южной Австралии включает работы Джеймса Эштона и Джеффри Смарта.
Галерея стала первой австралийской галереей, которая приобрела работы местного художника в 1939 году, хотя систематическое приобретение искусства аборигенов и жителей островов Торресова пролива не было реализовано до середины 1950-х годов. В галерее и сейчас хранится большая и разнообразная коллекция старых и современных работ, в том числе Кулата-Тьюта, созданная художниками агангу, работающими на севере Южной Австралии.

### Мировое искусство
Европейские пейзажи включают работы Якоба Исакса ван Рёйсдала, Саломона ван Рёйсдала, Джозефа Райта из Дерби и Камиля Писсарро. Другая европейская живопись включает Франсиско Гойю, Франческо Гварди, Помпео Батони и Камиля Коро.
Существует большая коллекция британского искусства, в том числе многие работы прерафаэлитов художников Эдварда Бёрн-Джонса, Уильяма Холмана Ханта, Данте Габриэля Россетти и Morris & Co.. Среди наиболее значимых работ — «Circe Invidiosa» (1892) и «Фавориты императора Гонория» (ок. 1883) Джона Уильяма Уотерхауса; «Христос и две Марии» (1847) и «Воскресший Христос с двумя Мариями в саду Иосифа Араматейского» (1897) Уильяма Холмана Ханта; «Жрица Дельф» (1891) Джона Кольера. Работы британских художников-портретистов включают Роберта Пика, Антониса ван Дейка, Питера Лели и Томаса Гейнсборо.
Скульптура включает работы Родена, Генри Мура, Барбары Хепворт, Джейкоба Эпштейна и Томаса Хиршхорна.

### Азиатское искусство
Коллекция азиатского искусства, начатая в 1904 году, включает работы со всего региона с акцентом на досовременное японское искусство, искусство Юго-Восточной Азии, Индии и Ближнего Востока. В галерее также находится единственная в Австралии постоянная выставка исламского искусства.

### Галерея
Австралийское искусство:

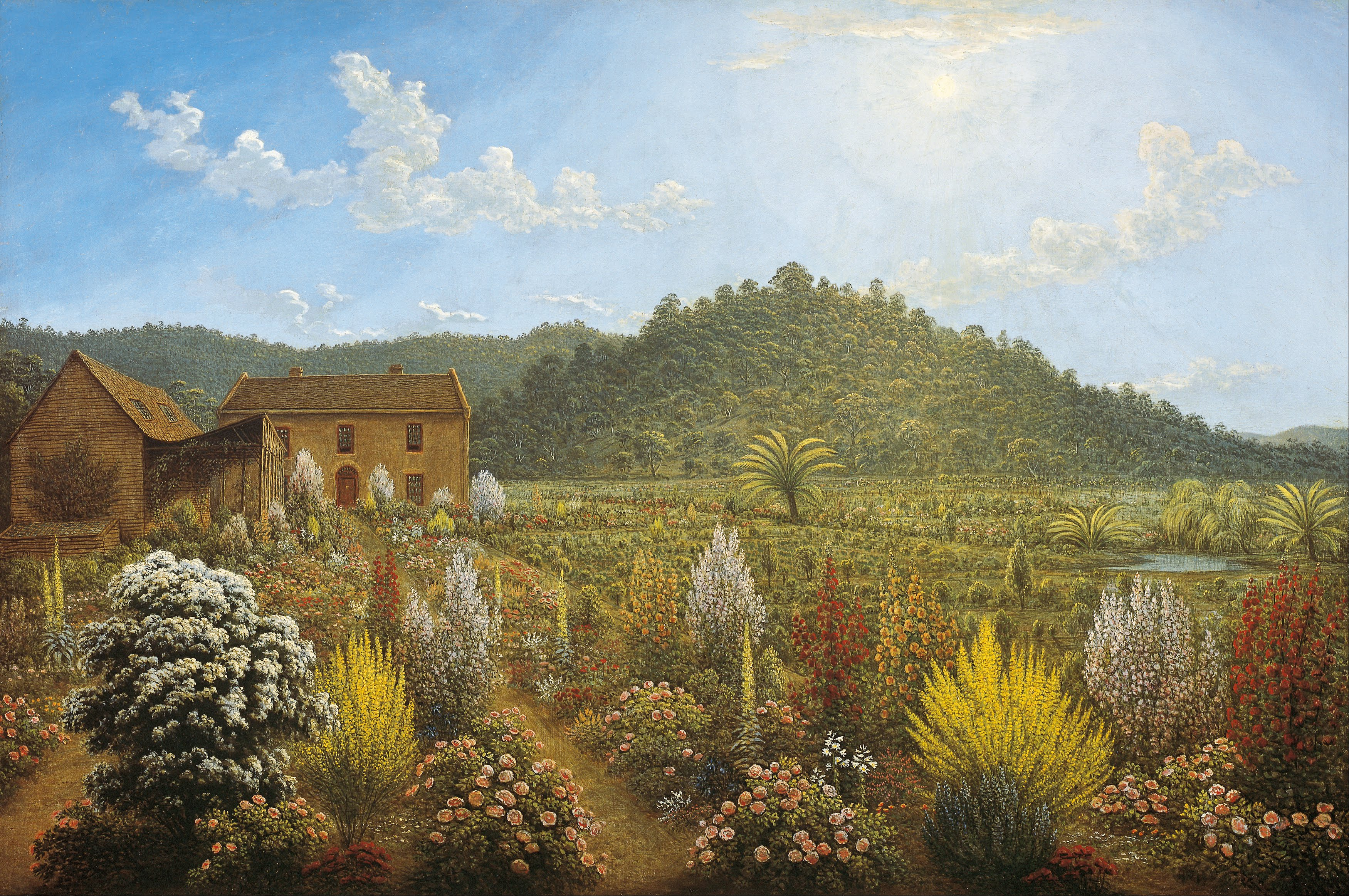
Джон Гловер, «Вид на дом и сад художника в Миллс-Плейнс», 1835
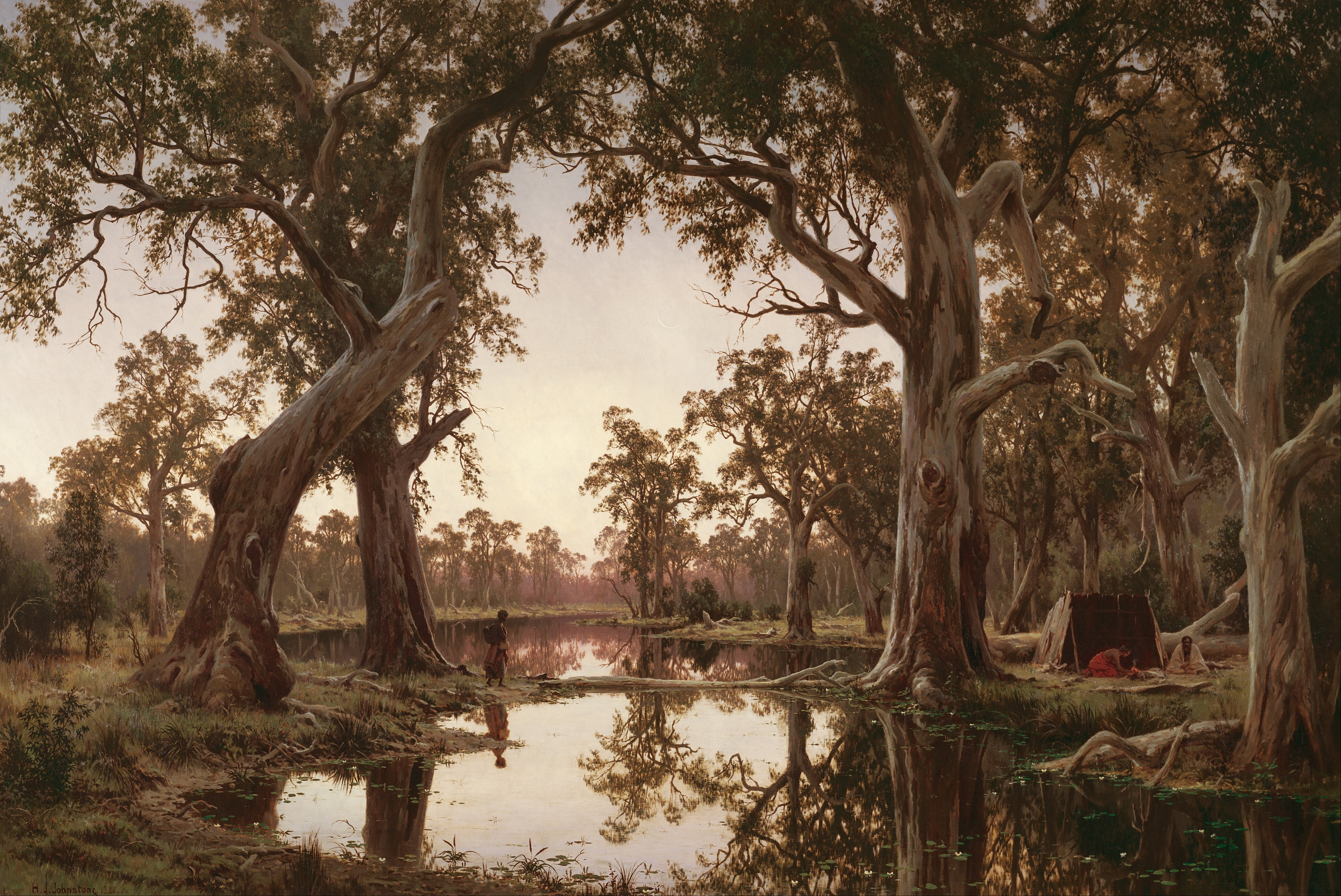
Генри Джеймс Джонстон, «Вечерние тени, заводь Мюррея, Южная Австралия», 1880
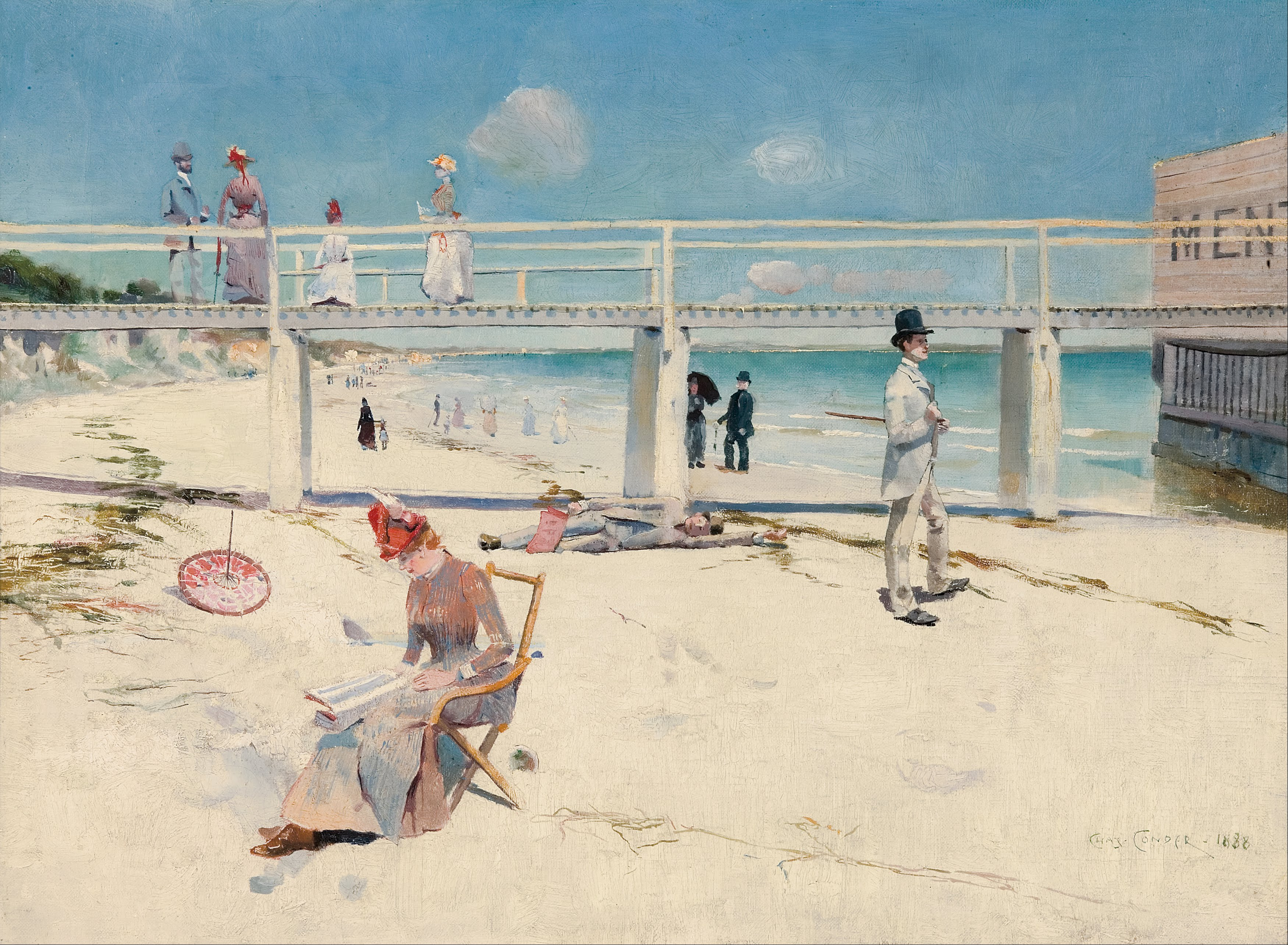
Чарльз Кондер, «Выходные в Ментоне», 1888
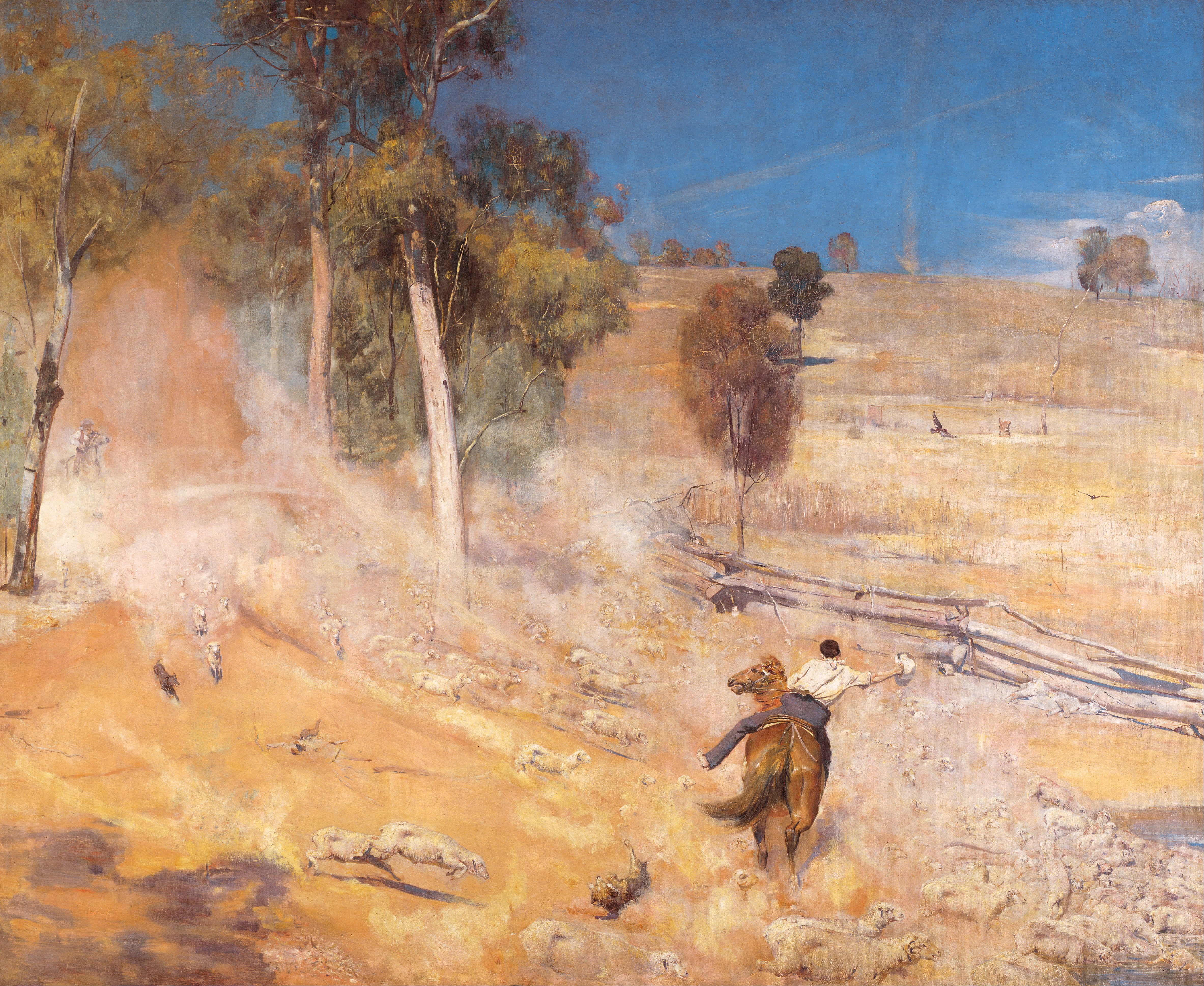
Том Робертс, «Отрыв!», 1891

Мировое искусство:

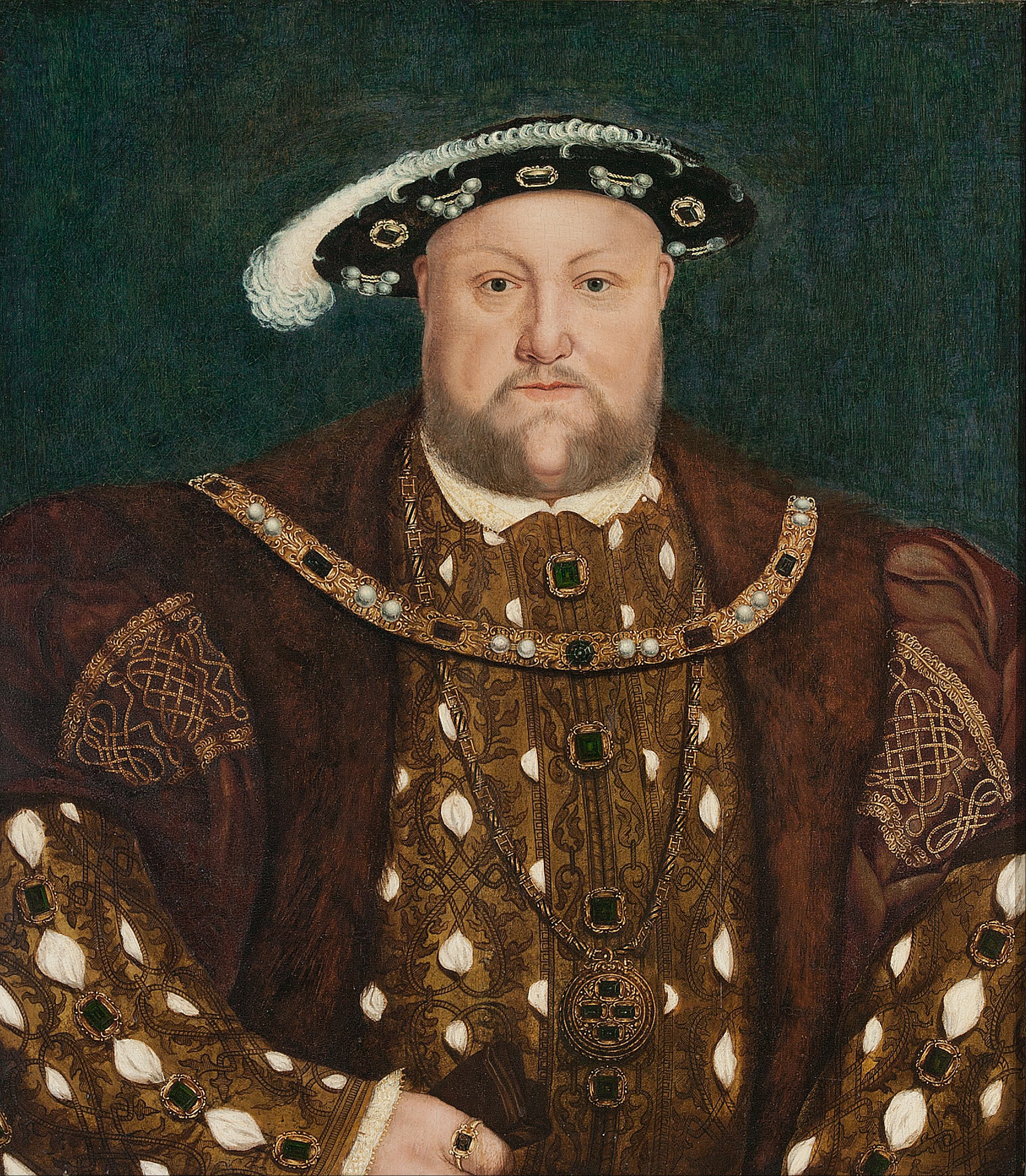
Ганс Гольбейн-младший (по), «Король Генрих VIII», ок. 1540
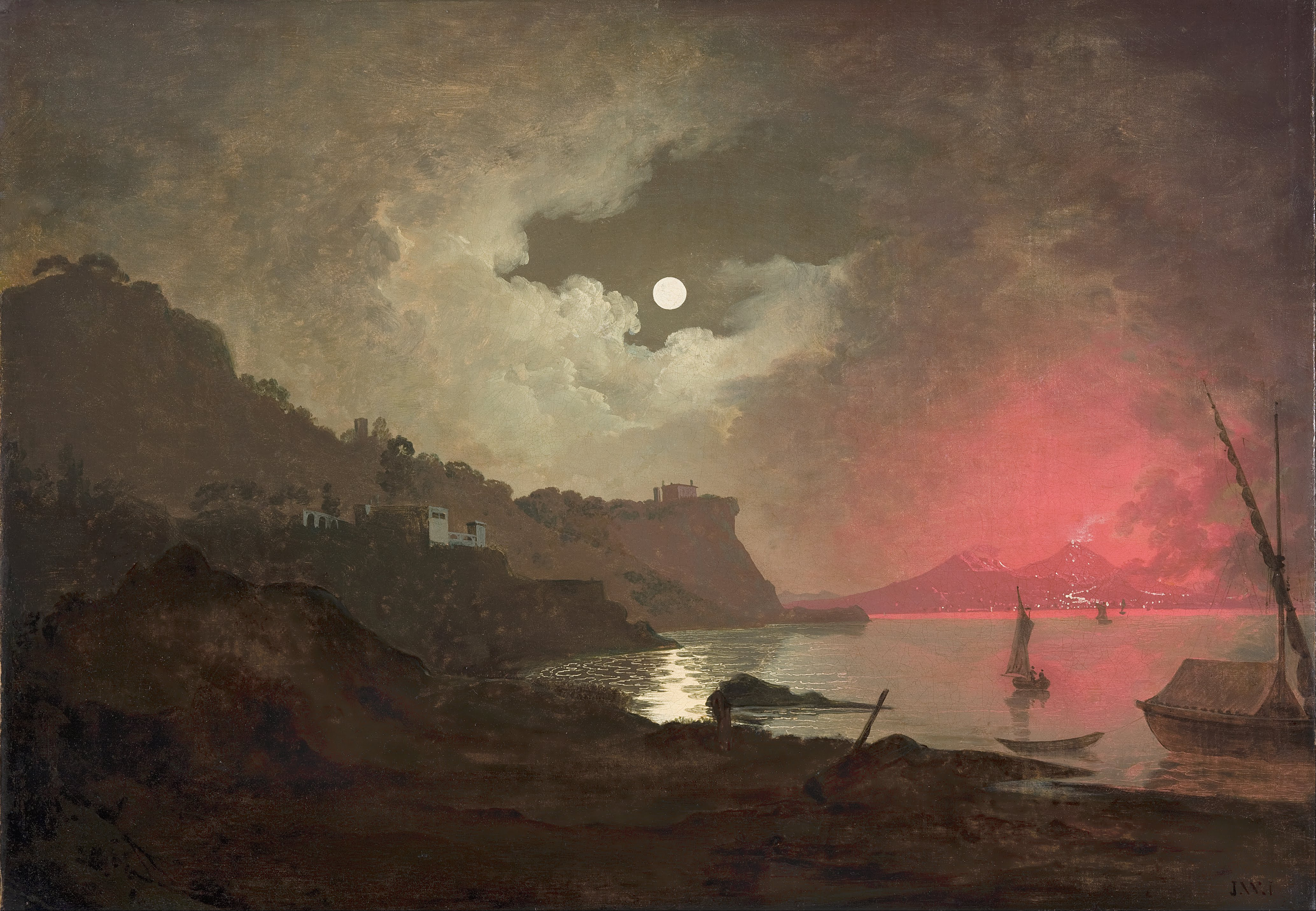
Джозеф Райт из Дерби, «Вид на Везувий из Позиллипо, Неаполь», ок. 1788
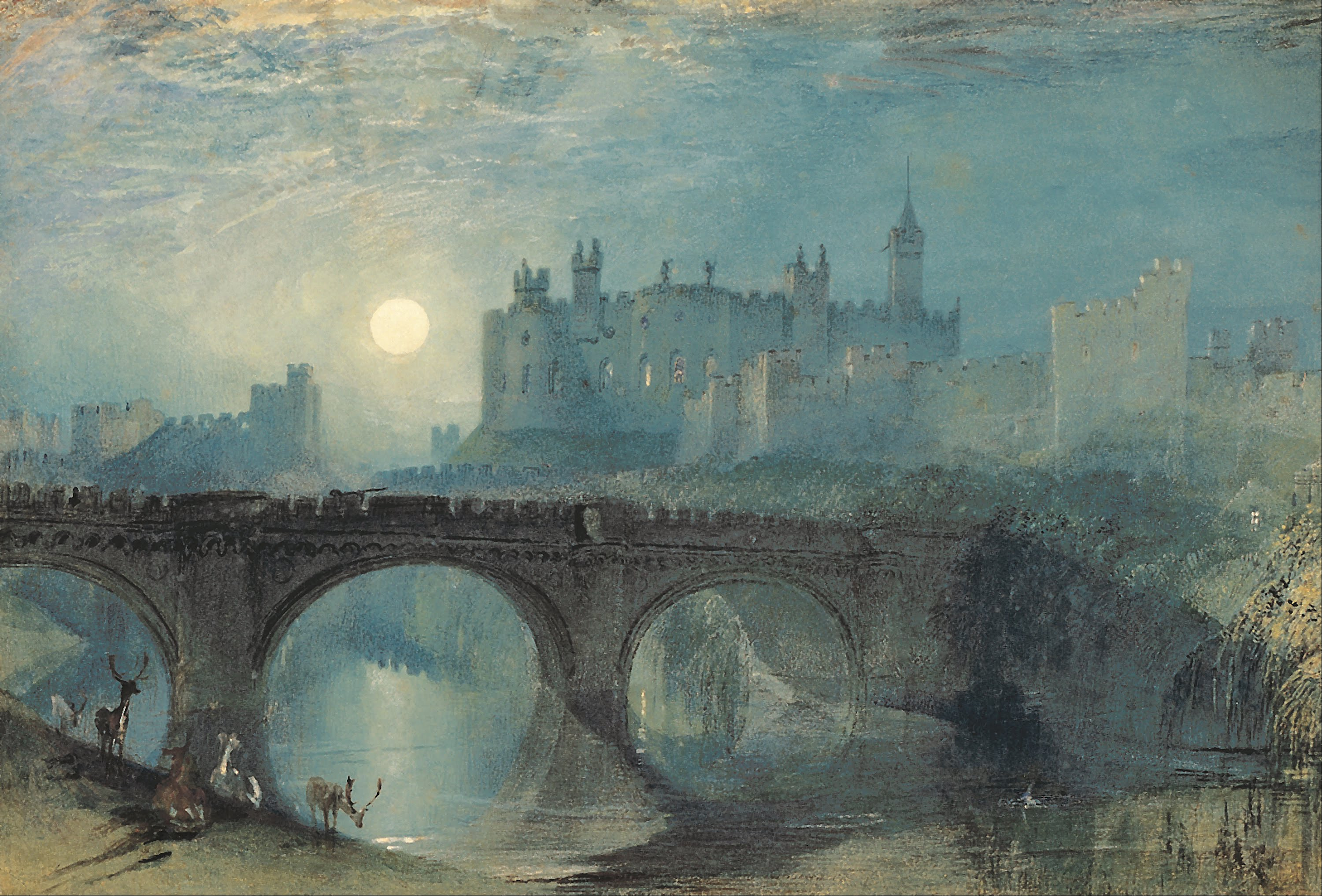
Уильям Тёрнер, «Замок Алник», 1829
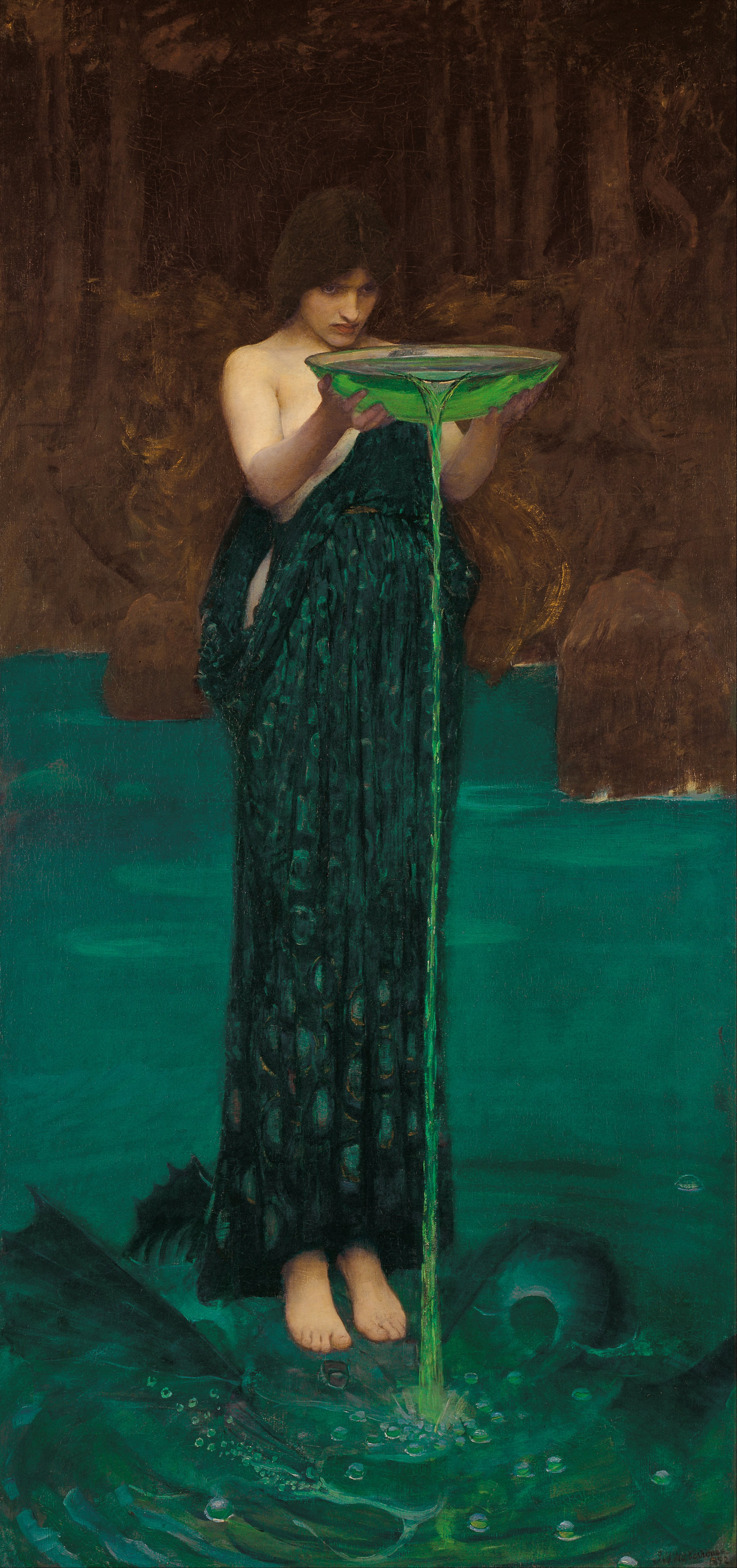
Джон Уильям Уотерхаус, «Цирцея», 1892